# Elecciones federales de Alemania de 1871
Las primeras elecciones parlamentarias alemanas se llevaron a cabo el 3 de marzo de 1871. El Partido Nacional Liberal surgió como el partido más grande en el Reichstag, con 117 de los 382 escaños.  La participación electoral fue de un 51,0%. Fueron las primeras elecciones parlamentarias federales en toda la historia del país.
Los ciudadanos de Alsacia-Lorena no participaron en la elección y por lo tanto no estuvieron representados en el Reichstag, puesto que el Tratado de Frankfurt con Francia se firmó en mayo, es decir, después de las elecciones generales.

## Resultados
|  | 28.97 % |

|  | 18.21 % |

|  | 13.51 % |

|  | 9.04 % |

|  | 8.83 % |

|  | 7.05 % |

|  | 4.54 % |

|  | 1.93 % |

|  | 1.89 % |

|  | 1.06 % |

|  | 0.76 % |

|  | 0.64 % |

|  | 0.54 % |

|  | 1.58 % |

|  | 99.51 % |

|  | 0.49 % |

|  | 100.00 % |

|  | 51.01 % |

### Resumen de resultados
| \| Voto popular \| Voto popular \| Voto popular \| Voto popular \| Voto popular \| \| ------------ \| ------------ \| ------------ \| ------------ \| ------------ \| \| \| \| \| \| \| \| NLP \| NLP \| \| 29.0 % \| 29.0 % \| \| Zentrum \| Zentrum \| \| 18.2 % \| 18.2 % \| \| DkP \| DkP \| \| 13.5 % \| 13.5 % \| \| DRP \| DRP \| \| 9.0 % \| 9.0 % \| \| DFP \| DFP \| \| 8.8 % \| 8.8 % \| \| KLP \| KLP \| \| 7.0 % \| 7.0 % \| \| PP \| PP \| \| 4.5 % \| 4.5 % \| \| DHP \| DHP \| \| 1.9 % \| 1.9 % \| \| SDAP \| SDAP \| \| 1.4 % \| 1.4 % \| \| Otros \| Otros \| \| 1.6 % \| 1.6 % \| |         |  |        |        |
| Voto popular |         |  |        |        |
| |         |  |        |        |
| NLP | NLP     |  | 29.0 % | 29.0 % |
| Zentrum | Zentrum |  | 18.2 % | 18.2 % |
| DkP | DkP     |  | 13.5 % | 13.5 % |
| DRP | DRP     |  | 9.0 %  | 9.0 %  |
| DFP | DFP     |  | 8.8 %  | 8.8 %  |
| KLP | KLP     |  | 7.0 %  | 7.0 %  |
| PP | PP      |  | 4.5 %  | 4.5 %  |
| DHP | DHP     |  | 1.9 %  | 1.9 %  |
| SDAP | SDAP    |  | 1.4 %  | 1.4 %  |
| Otros | Otros   |  | 1.6 %  | 1.6 %  |

### Resumen de asientos
| \| Asientos \| Asientos \| Asientos \| Asientos \| Asientos \| \| -------- \| -------- \| -------- \| -------- \| -------- \| \| \| \| \| \| \| \| NLP \| NLP \| \| 30.6 % \| 30.6 % \| \| Zentrum \| Zentrum \| \| 15.2 % \| 15.2 % \| \| DkP \| DkP \| \| 14.7 % \| 14.7 % \| \| DFP \| DFP \| \| 11.8 % \| 11.8 % \| \| DRP \| DRP \| \| 9.7 % \| 9.7 % \| \| KLP \| KLP \| \| 8.6 % \| 8.6 % \| \| PP \| PP \| \| 3.4 % \| 3.4 % \| \| DHP \| DHP \| \| 1.8 % \| 1.8 % \| \| Otros \| Otros \| \| 4.3 % \| 4.3 % \| |         |  |        |        |
| Asientos |         |  |        |        |
| |         |  |        |        |
| NLP | NLP     |  | 30.6 % | 30.6 % |
| Zentrum | Zentrum |  | 15.2 % | 15.2 % |
| DkP | DkP     |  | 14.7 % | 14.7 % |
| DFP | DFP     |  | 11.8 % | 11.8 % |
| DRP | DRP     |  | 9.7 %  | 9.7 %  |
| KLP | KLP     |  | 8.6 %  | 8.6 %  |
| PP | PP      |  | 3.4 %  | 3.4 %  |
| DHP | DHP     |  | 1.8 %  | 1.8 %  |
| Otros | Otros   |  | 4.3 %  | 4.3 %  |

## Consecuencias
Sobre todo fueron los nacional-liberales del NLP quienes apoyaron la política del Canciller Otto von Bismarck en el Reichstag. Una de las leyes más importantes adoptadas durante esta legislatura fue la Lex Miquel-Lasker, que amplió el poder legislativo del imperio a todo el derecho civil.